# Kamenná
Kamenná es una localidad del distrito de Šumperk, en la región de Olomouc, República Checa. Tiene una población estimada, a principios del año 2021, de 499 habitantes.
Está ubicada en el centro-norte de la región, sobre la zona oriental de los montes Sudetes y cerca de la frontera con Polonia y con la región de Pardubice.